# Александра Станаћев
Александра Станаћев (Кикинда, 25. септембар 1994) је српска кошаркашица. Игра на позицији плејмејкера и тренутно је члан шпанске екипе Конкуеро.

## Клупска каријера
Кошарку је почела да тренира у Молу, да би након тога три године играла Баскетстару из Сенте. Наступала је и за Сивац, да би 2011. године потписала уговор са Црвеном звездом.
У првој сезони 2011/12, на 22 утакмице у лигашком делу домаћег шампионата бележила је 8,3 поена, 3,5 асистенције, 3,2 скока и 2,41 украдену лопту. Била је најбољи асистент и четврти стрелац тима, док је у плеј-офу бележила 10,1 поен, 6,6 асистенција, 3,4 скока и чак 3,71 украдених лопти. Клуб је те сезоне заузео шесто место, а Александра је на утакмици против Јагодине нанизала чак 17 асистенција, што је њен лични рекорд у Звездином дресу. Не постоји статистика за асистенције од оснивања клуба, али ово је врло вероватно један од најбољих индивидуалних учинака у клупској историји.
Изузетно хитра кошаркашица је сјајне игре пружила у сезони 2012/13, када је у лигашком делу била најбољи стрелац и асистент тима са просеком од 16 поена и седам асистенција уз 4,2 скока и 2,25 украдених лопти. У плеј-офу је бележила чак 8,3 асистенција и помогла екипи да стигне до четвртог места и избори пласман у регионалну лигу.
И у следећој сезони је бриљирала 47 утакмица у свим такмичењима бележила 8,9 поена, 7,8 асистенција, 3,1 скок и две украдене лопте. Била је најбољи асистент и крадљивац лопти у тиму, а екипа је стигла до финала српског плеј-офа и регионалне лиге, где је ЖКК Радивој Кораћ у неизвесним дуелима био успешнији. Александра се у овој сезони потпуно подредила колективу и завршила такмичења у регионалној лиги и шампионату Србије као прва на листама најбољих асистената.
Након ових одличних сезона у Звезди, потписала је уговор са шпанском Конкуеру из Уелве.

## Репрезентативна каријера
Играла је и за селекције Србије до 16, 18 и 20 година. На Европском првенству до 18 година 2012. одлично је одиграла и бележила просечно 14 поена, 4,4 асистенције и 3,8 скокова, а на Европском јуниорском првенству у Удинама била најбољи асистент шампионата са просеком од 5,1 успешних додавања уз девет поена по мечу, а Србија је заузела четврто место.
Са репрезентацијом Србије освојила је бронзану медаљу на Европском првенству 2019. године одржаном у Србији и Летонији.